# アンヘル・クアン
アンヘル・アントニオ・クアン・エルナンデス（Angel Antonio Cuan Hernández, 1989年5月29日 - ）はパナマ共和国パナマ市出身のプロ野球選手(投手)。右投右打。現在はフリーエージェント(FA)。

## 経歴
2008年にコパ・アメリカ・デ・ベイスボルのパナマ代表に選出された。
2009年開幕前の3月に、第2回WBCのパナマ代表に選出された。
2012年11月には、母国パナマで行われた第3回WBC予選のパナマ代表に選出され、2大会連続2度目の選出を果たした。
2013年の2013 ボリバリアンゲームズの野球パナマ代表に選出された。

## 詳細情報

### 代表歴
- 2009 ワールド・ベースボール・クラシック・パナマ代表
- 2013 ワールド・ベースボール・クラシック・パナマ代表
- 2013 ボリバリアンゲームズ　野球パナマ代表